# Capital (departement van Córdoba)
Capital is een departement in de Argentijnse provincie Córdoba. Het departement (Spaans: departamento) heeft een oppervlakte van 562 km² en telt 1.284.582 inwoners.

## Plaats in departement Capital
- Córdoba